# Anneke van Baalen

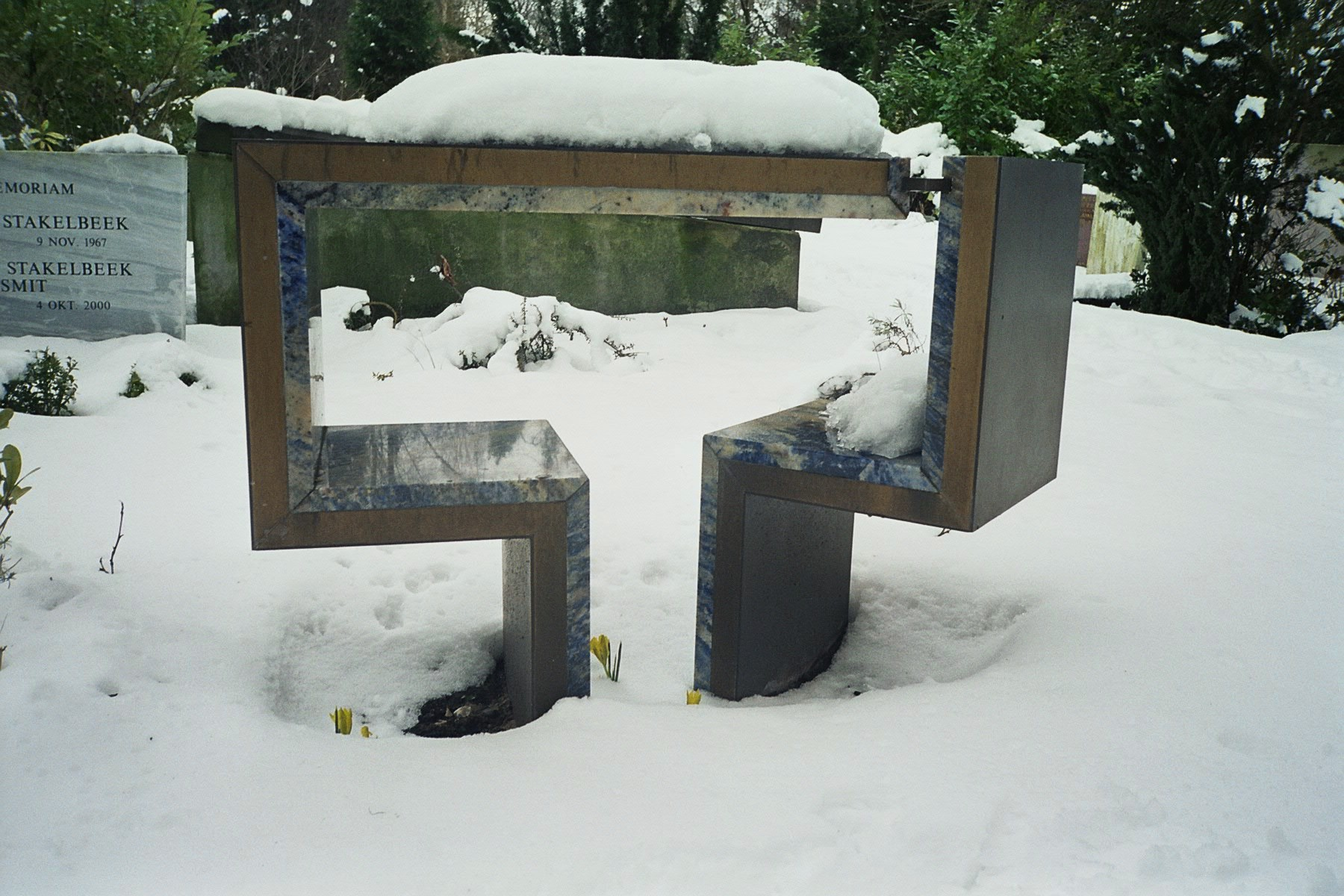
Grafmonument Anneke van Baalen (Zorgvlied, 2007)

Anna Catharina (Anneke) van Baalen (Den Haag, 25 juni 1937 - Amsterdam, 1 december 1997) was een Nederlandse feministe, schrijfster, activiste, sociologe en juriste. Ze is vooral bekend geworden als grondlegster van het radicaal feminisme in Nederland en van de feministische uitgeverij De Bonte Was.

## Leven en werk
Anneke van Baalen werd, als Anna Catharina Rueb, geboren in Den Haag. Zij was het eerste kind van Wiesje en Rob Rueb-Zaaijer. In 1944 verhuisde het gezin, inmiddels uitgebreid met nog een dochter en een zoon, naar Velp. Na het Stedelijk Gymnasium in Arnhem voltooid te hebben, studeerde Anneke rechten in Leiden. Er volgde een korte loopbaan in de advocatuur. In 1961 trouwde ze met Cornelis Arnold (Kees) van Baalen (1935) en samen kregen ze twee kinderen. Vanaf 1967 specialiseerde zij zich in de onrechtmatige overheidsdaad.
In 1971 scheidde ze van Kees van Baalen. Ze bleef zich Anneke van Baalen noemen omdat ze onder die naam bekend was en omdat ze niet gehecht was aan de achternaam Rueb. Van 1972 tot 1977 leefde ze samen met Akke van der Meer en van 1978 tot haar dood in 1997 met Marijke Ekelschot.

### Vrouwenstrijd
In 1968 werd van Baalen actief in Man Vrouw Maatschappij (MVM). In 1970 was ze coördinator van de grote landelijke actie Op de vrouw af. Al snel wilde ze een radicalere koers varen, geïnspireerd door de vrouwenbeweging in de Verenigde Staten. In 1971 bezocht ze het Femølejren in Denemarken en daar leerde ze de voordelen van het samenwerken met alleen vrouwen inzien. Ze verliet dat jaar dan ook MVM om met andere vrouwen een radicalere vrouwenbeweging te organiseren, te beginnen in Amsterdam. Met andere ex-MVMleden en ex-Dolle-Mina’s vormde ze een praatgroep annex actiegroep. Daarmee legden zij de basis voor de autonome radicale vrouwenbeweging. Vrouwen zouden in therapeutische bewustwordingsgroepen zoals de FORT moeten uitzoeken in welke mate hun leven beïnvloed werd door onderdrukking en zich vervolgens gezamenlijk in te spannen om aan die onderdrukking een eind te maken. In diverse artikelen en boeken bepleitte ze het radicaal feminisme. Haar boodschap was dat alleen het creëren van feministische zusterschappen hielp tegen de vanzelfsprekendheid van patriarchale broederschappen.
In 1974 werd Van Baalen wetenschappelijk medewerker Politicologie aan de Faculteit Sociale Wetenschappen van de Universiteit van Amsterdam. Zij bleef haar wetenschappelijk werk combineren met feministische activiteiten. Om een grotere groep vrouwen te bereiken richtte zij in 1974 samen met anderen uitgeverij De Bonte Was op, een schrijfcollectief waarmee ze tot 1991 populaire boeken publiceerde over bijvoorbeeld huwelijk, seksualiteit, moederschap, werk en hulpverlening. Een van de eerste uitgaven was En ze leefden nog lang en gelukkig (1974). Met Marijke Ekelschot schreef ze een feministische wereldgeschiedenis: De geschiedenis van de vrouwentoekomst (1980). De Bonte Was beperkte zich niet tot schrijven en uitgeven, maar initieerde ook belangrijke feministische debatten en acties. Zo was Van Baalen onder andere mede-initiator van de landelijke vrouwenstaking tegen de abortuswet op 30 maart 1981, waar honderdduizenden vrouwen aan meededen. Andere acties: de advertentiecampagne ‘Verbod Centrumpartij’ (1983-1984) en acties voor positieve discriminatie (1988-1992). In 1994 promoveerde ze op Hidden masculinity. Max Weber’s historical sociology of bureaucracy, een onderzoek naar de ontstaansgeschiedenis van de mannelijke hegemonie in bureaucratieën. Vanaf 1996 was zij actief in ‘Vrouwen Tegen Uitzetting’ ter ondersteuning van vrouwelijke vluchtelingen. Ook werkte ze aan haar memoires. Op 1 december 1997 overleed Anneke van Baalen na een kort ziekbed in Amsterdam, zestig jaar oud.